# 綠灣 (阿拉巴馬州)
綠灣（英語：Green Bay）是一個位於美國阿拉巴馬州卡溫頓縣的非建制地區。該地的面積和人口皆未知。

## 地理
綠灣的座標為31°10′41″N 86°17′22″W / 31.17805°N 86.28944°W，而該地最高點為海拔高度79米（即259英尺）。